# Титешти (Валча)
Титешти (рум. Titești) насеље је у Румунији у округу Валча у општини Титешти. Oпштина се налази на надморској висини од 594 m.

## Становништво
Према подацима из 2002. године у насељу је живело 645 становника, од којих су сви румунске националности.